# Kadın
Kadın var en osmansk titel som användes för gemåler (konkubiner eller hustrur) till det Osmanska rikets sultaner.
Det var i allmänhet den högsta hierarkin för sultanens gemåler, som var slavkonkubiner. Kadins stod högre än ikbal, som i sin tur stod högre än gözde. Den mest gynnade av kadinerna kunde motta titeln haseki sultan, men den titeln slutade användas på 1690-talet.